# Симптом Пастернацького
Симптом Пастернацького (лат. succusio renalis, в медичній практиці англомовних країн відомий як симптом болючості реберно-хребтового кута, англ. Costovertebral angle tenderness, також Ударна ознака Мерфі, англ. Murphy's punch sign, Знак Гольдфлама, англ. Goldflam's sign, Тест Джіордано, англ. Giordano's test) — симптом ураження нирок, зокрема ознака ниркової кольки, пієлонефриту, паранефриту, туберкульозу нирок.
Симптом означає поєднання болісних відчуттів і появи або збільшення кількості еритроцитів у сечі після постукування у поперекової області в проєкції нирок. Це більш точний метод діагностики хвороб нирок, ніж простий симптом постукування, який часто буває позитивним при багатьох не урологічних і нефрологічних хворобах.
Симптом болючості реберно-хребтового кута натомість передбачає виключно больові відчуття під час постукування. Цей медичний тест вперше описав американський хірург Джон Бенджамін Мерфі в 1884 році. У 1888 році лікар з Мінська Федір Пастернацький не тільки описав больові відчуття при постукуванні, а й ще знайшов, що після цього у сечі або з'являється, або посилюється гематурія. У Польщі його часто називають знаком Голдфлама, на честь польського невролога Самуеля Голдфлама, який описав його в 1900 році. В Італії, Греції та Бразилії симптом називають тестом Джордано.

## Методика
Пацієнт знаходиться у положенні стоячи або сидячи. Лікар кладе свою долоню на поперек у проєкції однієї з нирок і завдає легкі удари кулаком другої руки по своїй долоні. Якщо пацієнт з тих чи інших причин не в змозі прийняти вертикальне положення, дослідження може бути проведено лежачи на спині: лікар заводить одну руку під спину пацієнта в ділянку нирки і робить короткі поштовхи рукою. Після цього згідно з Пастернацьким пацієнт має здати свою сечу для проведення клінічного аналізу сечі, в якому виявляють еритроцити або їхня попередня кількість збільшується (гематурія).
Наразі в медичній практиці оцінюють лише болісні відчуття у хворого при постукуванні без проведення подальшого обстеження сечі.
Сам Пастернацький вимагав при цьому турботливого ставлення до хворого, завжди попереджав про певну небезпеку цього діагностичного прийому при нирковій кольці: «Необережне постукування при цьому, навіть при хронічному пієліті, здатне спричинити досить сильний біль не тільки у відповідній нирці, але й у відповідній стороні грудей підребер'я до надчеревної області і до напрямку пупку; у хворих із занадто підвищеною чутливістю, особливо у нервових жінок, необережним постукуванням можна спричинити напад істерики або навіть непритомність від сильного болю». Обстеження він радив починати з перкусії. На ділянку нирки пацієнта, що стояв або сидів, слід було наложити плесиметр або кисть лівої руки з розсунутими пальцями, потім молоточком або одним чи двома пальцями правої руки по черзі проводилося постукування по плесиметру або ж пальцях лівої кисті. Пастернацький радив супроводжувати перкусію питанням до обстежуваного про наявність болю. Якщо пацієнт не відчував біль, слід було спробувати спричинити струс нирки для отримання больового відчуття через вже обережне биття поперекової області. Задля цього, надавши тулубу хворого, що стояв, пряме або злегка зігнуте вперед положення, кисть лівої руки поміщали на поперекову область, а зовнішнім краєм долоні іншої руки вдаряли по ній, спочатку легко, а потім поступово посилюючи удари. Допустимо визначення симптому в положенні пацієнта на спині — підводячи кисть руки під поперекову область і завдаючи поштовхоподібних ударів знизу вгору.